# Centro de Memória e Pesquisa Histórica
O Centro de Memória e Pesquisa Histórica (CMPH) é vinculado ao Departamento de História da Escola de Filosofia, Letras e Ciências Humanas (EFLCH) da Universidade Federal de São Paulo (Unifesp), campus Guarulhos. A finalidade do CMPH é ter a custódia, promover a recuperação, organização e disponibilização de acervos dispersos e/ou adquiridos. Esse tratamento documental objetiva apoiar a pesquisa de professores e discentes do curso de História da Unifesp, de pesquisadores em geral e oferecer um treinamento aos discentes de história que estão em processo de formação.

## História

### Criação
A criação do Centro de Memória e Pesquisa Histórica da Unifesp - Guarulhos está relacionada ao objetivo de criar um espaço no qual os alunos do curso de História da Unifesp/Guarulhos pudessem desenvolver as habilidades do ofício do historiador integradas à prática docente, uma vez que pesquisa e ensino são atividades que se complementam e são inseparáveis. Esse objetivo foi fundamentado no Projeto Político Pedagógico do curso (PPC), pois o corpo docente do referido curso de História pretendia construir uma graduação em História (Bacharelado e Licenciatura) com uma proposta diferente dos outros cursos de História. Assim, a elaboração desse documento foi permeada pela discussão sobre memória, categoria importante no campo da História, e patrimônio. Foram, portanto, nas discussões sobre o currículo do curso de História que surgiu a ideia de criar o CMPH.
Uma vez que a proposta foi aceita e bem recebida, o corpo docente de História buscou adquirir acervos que fundamentassem a ideia proposta. A primeira tentativa aconteceu em abril de 2008, no qual começou uma mobilização para conseguir a guarda do acervo de Ivan Wasth Rodrigues. Contudo, a aquisição deste acervo não foi possível, pois não havia recurso disponível para a aquisição dele.
Nos anos de 2008 e 2009, diversos professores começaram a fazer doações de livros para o Centro de Memória. Em 2009, Maria Rita de Almeida Toledo ingressou no corpo docente do curso e começou a negociar com o IBEP a aquisição do acervo da Companhia Editora Nacional (CEN), cuja organização era feita pela própria Maria Rita Toledo, desde 2004. A aquisição do acervo da CEN foi efetivado, constituindo-se no primeiro acervo do CMPH.

## Acervo
O acervo do CMPH é diversificado. Além do acervo da CEN, o CMPH é formado pelo acervo da Biblioteca José Claudio Berghella, professor aposentado do Departamento de Ciências Sociais da Universidade Federal de São Carlos (UFSCar). Esse acervo totaliza 1.177 títulos, formado por livros e periódicos de Ciências Humanas e Literatura, em sua maioria.
Também é composto pelo Acervo Histórico da Nestlè, que reúne cerca de 500 volumes de publicações sobre alimentação e culinária, oriundas da extinta Biblioteca Nestlè Serviço ao Consumidor, além de edições que foram patrocinadas pela empresa por meio da Lei Rouanet.
O CMPH tem a Coleção Alejandro Buenrostro y Arellano, formada por livros, impressos e outros documentos. Conhecida como BiblioChiapas, nome que alude ao movimento zapatista, e com datas limites entre 1967 e 2006, reúne diversas unidades.
Um acervo bibliográfico diversificado também é parte do acervo do CMPH. Foi reunido a partir de doações recebidas de particulares e de instituições, e é formado por, aproximadamente, 8.000 obras bibliográficas, além de 2.000 exemplares de periódicos científicos e revistas semanais de jornalismo.
Por fim, o Centro também conta com a Hemeroteca, que é composta pelas coleções dos periódicos Diário da Noite (1926-1977, com lacunas), Diário de São Paulo (1926-1977, com lacunas) e do Diário Popular (1884-2001, com lacunas), além de outros jornais. Essa doação foi realizada por meio de um acordo com o Arquivo Público do estado de São Paulo.